# 雑食系
雑食系（ざっしょくけい）とは人間のタイプを意味する言葉。これは近年になってから言われるようになっている草食系と肉食系の双方の特徴を兼ね備えたような者のことを言う。恋人としたい者は肉食系が多いという調査結果が存在するが、それ以上に「肉食系寄り」という肉食系みたいではあるが草食系のような特徴も兼ね備えているような人物の場合は、肉食系以上に恋人にしたいと思われる傾向が高いとのことである。このような基本は肉食系ではあるが草食系のようでもあったり、基本は草食系ではあるが肉食系のようでもあるような者のことを雑食系と呼ぶわけである。
また好みに偏りがないことや、ストライクゾーンが広いことを積極的にアピールすることに使用されている場合もあり、「見境が無く」何でも食べるよ。という意味合いを持つことが多い。